# Edelborsdorfer (manzana)
Edelborsdorfer es el nombre de una variedad cultivar de manzano (Malus domestica). 
Una variedad de manzana cultivada que fue descrita por primera vez a principios del siglo XVI por Valerius Cordus, médico y botánico alemán. La manzana, que pertenece al grupo de manzanas alemanas de la herencia denominadas Borsdorfer, destaca por su larga vida útil y sabor consistente sin marchitarse. La variedad se utiliza como manzana de mesa y cocina.

## Sinonimia
- "Borsdorf",
- "Borstorfer",
- "Bursdoff",
- "Edelborsdorfer",
- "Edler Winterborsdorfer",
- "Herbstborsdorfer",
- "Borsdorfer Queen Apple",
- "Queen Crab",
- "Borsdofer Queen Renette",
- "Reinette Batarde",
- "Reinette d'Allemagne",
- "Leipziger Crab",
- "Rubinaapfel",
- "Schwarzer Borsdorfer",
- "Maschantzger",
- "Marschansker",
- "Zigeunerapfel",
- "Garret Pippin",
- "King",
- "King George",
- "King George the Third".

## Historia

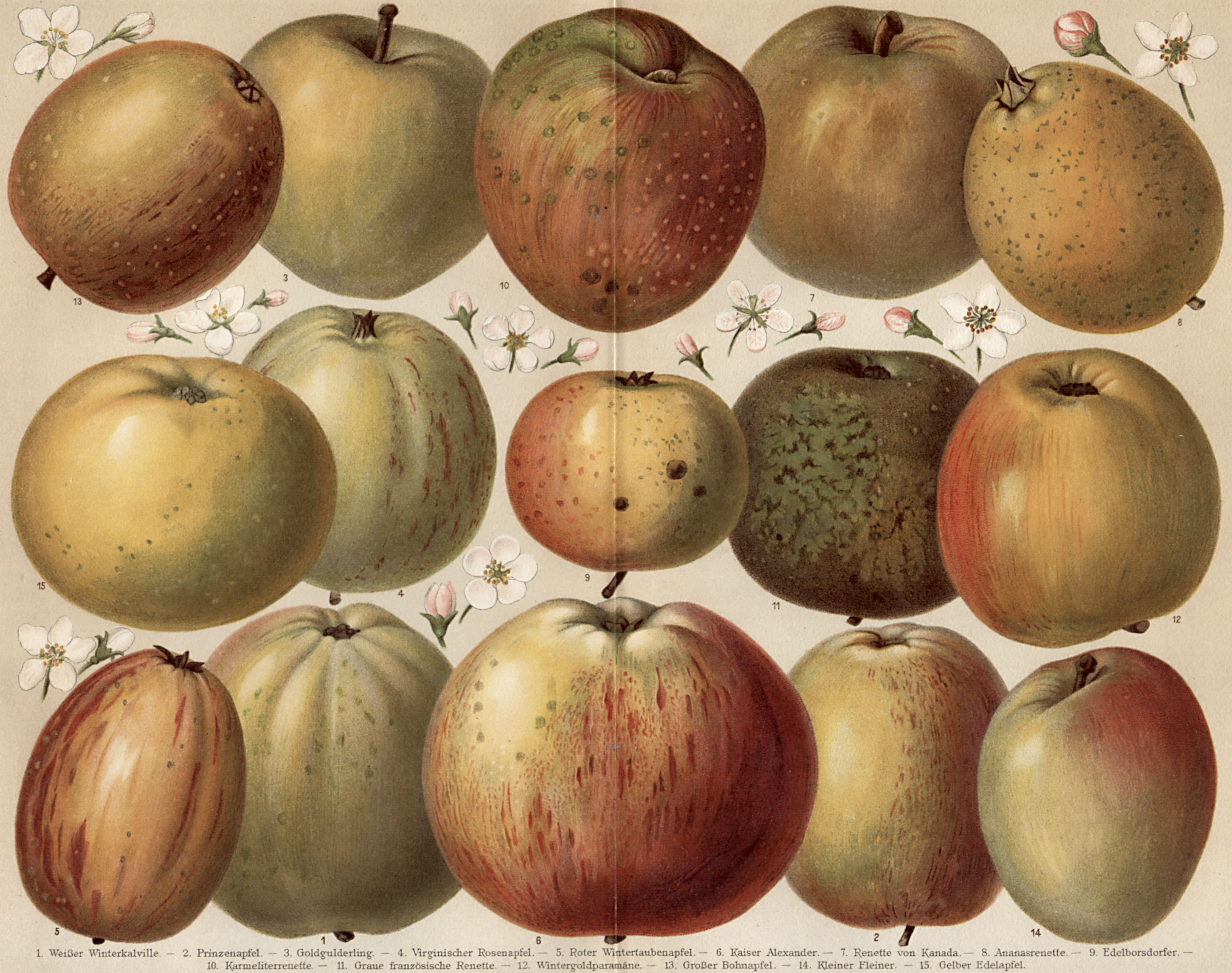
Variedades de manzana según el sistema pomológico de Diel-Lucas.

'Edelborsdorfer' es una variedad de manzana alemana de la herencia, la más antigua, mencionada por primera vez en 1175 en los monasterios cistercienses.
'Edelborsdorfer' también fue mencionada por Valerius Cordus, médico y botánico alemán (1515 a 1544), en sus obras «Historia Stirpium et Sylva» publicadas póstumamente en 1561, identificándola como una variedad alemana del pueblo de Borsdorf. Sin embargo, ni Cordus ni otros pomólogos especificaron si era del pueblo de "Borsdorf" en la región de Leipzig o uno que lleva el mismo nombre cerca de Meissen.
El horticultor alemán Johannes Wittichius declaró en "Methodus tum simplicium tum compositorum medicamentorum" que fue publicado a fines del siglo XVI que la manzana 'Borsdorfer' puede usarse para tratar fiebres epidémicas e incluso la locura.
A mediados de 1800, estuvo por un corto tiempo en la lista de las 10 manzanas más recomendadas, pero su popularidad decayó rápidamente a partir de entonces, en gran parte debido a su tendencia a tardar mucho en dar fruto.
Luego la variedad se presenta en 1875 en el "Illustrirten Handbuch der Obstkunde" ("Manual ilustrado de la ciencia de las frutas"). Oberdieck, Lucas & Jahn sugieren allí que la variedad es una plántula accidental y que el nombre deriva de la ubicación de "Borsdorf", posiblemente el lugar del descubrimiento o porque fue ampliamente cultivada en esa zona.
'Edelborsdorfer' está cultivada en diversos bancos de germoplasma de cultivos vivos tales como en National Fruit Collection (Colección Nacional de Fruta) de Reino Unido con el número de accesión: 1951-166 y el nombre de accesión: Edelborsdorfer.

## Características

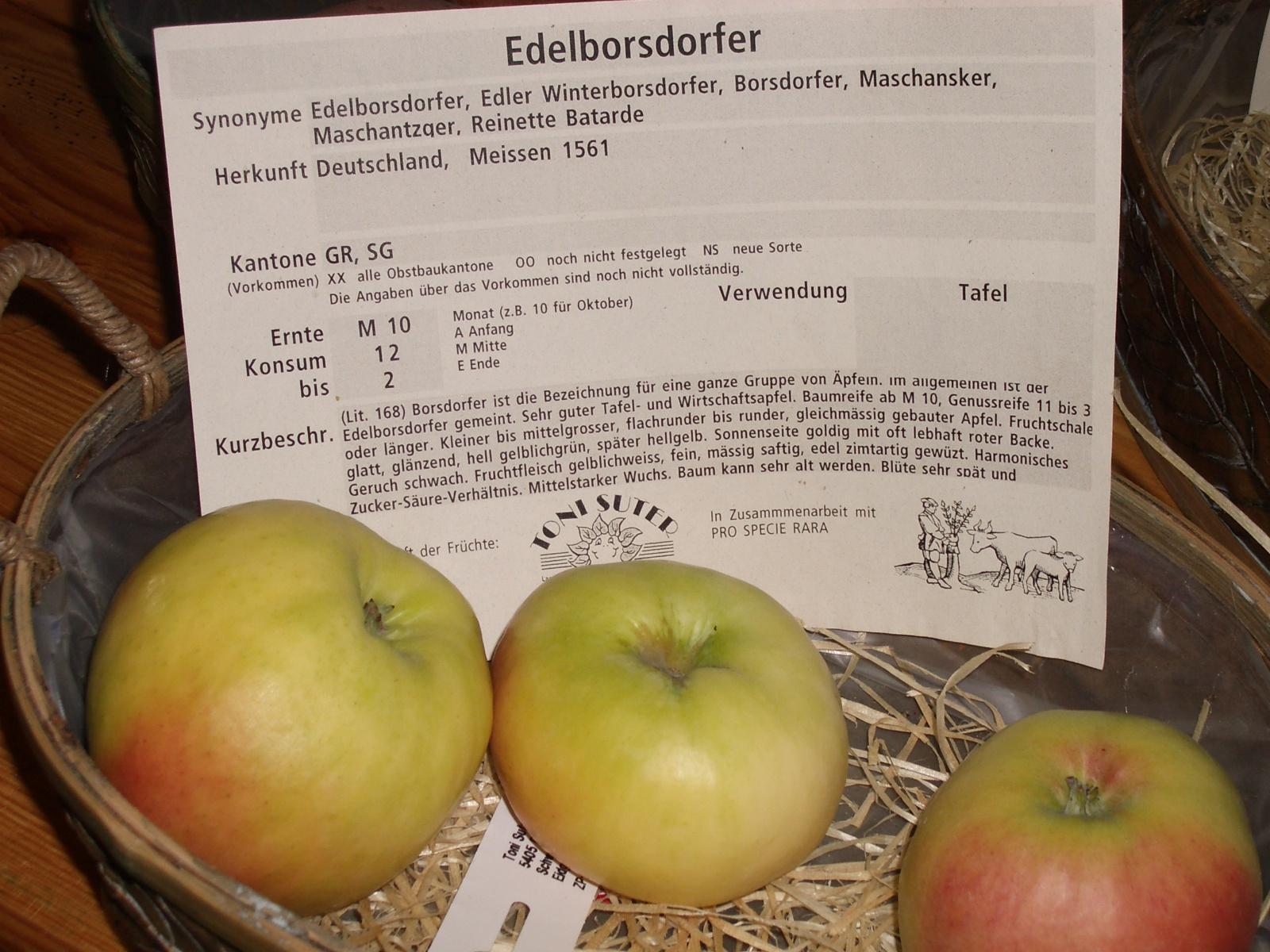
Las manzanas 'Edelborsdorfer'.

'Edelborsdorfer' árbol con copa alta y bien ramificada sobre un tronco recto. Los brotes bien ramificados y largos permiten una buena fructificación;  la variedad  es robusta, resistente y suficientemente resistente a las heladas, sin embargo, se prefieren las ubicaciones abiertas al viento. Tiene un tiempo de floración que comienza a partir del 8 de mayo con el 10% de floración, para el 14 de mayo tiene una floración completa (80%), y para el 22 de mayo tiene un 90% caída de pétalos.
'Edelborsdorfer' tiene una talla de fruto de pequeño a mediano, con una altura promedio de 63.29 mm, y anchura promedio de 67.70 mm;forma del fruto plana redonda, con el contorno ligeramente irregular;con nervaduras ausentes, y con corona ausente; epidermis cuya piel es suave, flexible y algo brillante, con un color de fondo de amarillo pálido ceroso, que muestra un lavado rojo desteñido en la cara expuesta al sol y abundantemente salpicado de lenticelas amarillas, cara sombreada es de color marrón con mechones de ruginoso-"russeting" gris amarillento que se extienden sobre el hombro, ruginoso-"russeting" (pardeamiento áspero superficial que presentan algunas variedades) débil; cáliz con ojo de tamaño pequeño a mediano, parcialmente abierto y colocado en una cuenca plisada poco profunda; pedúnculo muy largo y de un calibre delgado, colocado en una cavidad angosta y profunda, y está cubierta de un fino ruginoso-"russeting"; carne es de color blanca, de textura crujiente, jugosa, con un sabor dulce y notas de canela.
Las manzanas se consideran una variedad de invierno. Su tiempo de recogida de cosecha se inicia a mediados de octubre. Se mantiene bien en frío con una duración de dos a tres meses, tiempo después del cual pierde gradualmente sus finos aromas.

## Usos
Esta variedad produce primeros frutos bastante jóvenes. Produce abundantes cosechas anualmente. Funciona bien en un huerto particular o como una variedad de jardín. Generalmente bien recibido para las ventas en granjas.
Una buena manzana de uso de postre fresca en mesa, y también buena manzana de cocina para pastelería.

## Ploidismo
Diploide, auto estéril. Grupo de polinización: D, Día 14.